# Heinrich Otto von Borries
Heinrich Otto von Borries (* 10. November 1728 in Stade; † 21. November 1785 ebenda) war ein deutscher Jurist und Vizedirektor des kurhannoverischen Konsistoriums in Stade.

## Herkunft
Heinrich Otto von Borries war ein Sohn der Dorothea Sophia Charlotta, geborene Bacmeister  (* 23. August 1695 in Hannover; † 24. Juli 1755 in Stade; Tochter von Johann Christian Bacmeister und Hedwig Elisabeth, geb. Nolbeck (1678–1720)) und des Beamten Johann Friedrich von Borries (1684–1751). Er hatte mehrere Geschwister, darunter den jüngeren Bruder Philipp Lucas Arnold von Borries (* 5. Oktober 1731; † 1793) und die ältere Schwester Johanne Georgine von Borries (* 1726; † 1775 zu Drübber). Heinrich Otto von Borries war somit ein Onkel des Basilius von Ramdohr.

## Leben
Seine Studien erfolgten zunächst durch Privat-Information auf dem Gymnasium in Stade in Schulwissenschaften. Ab Ostern 1748 war er bis September 1750 an der Universität Jena und dann ab Oktober 1750 für das Jura-Studium an der Universität Göttingen eingeschrieben. Ostern 1751 musste er wegen des unvermuteten Ablebens seines Vaters die akademischen Jahre abbrechen und nach Hause zurückkehren. Er trat in kurhannoverische Dienste und wurde 1751 Auditor bei den beiden Justizkollegien der Kanzlei und des Hofgerichts in Stade, und 1752 wurde er auch zum Auditor beim königlichen Konsistorium ernannt. Im Herbst 1753 unternahm er eine Studienreise nach Wetzlar, von wo er nach dreivierteljährigem Aufenthalt, im Sommer 1754 zurückkam. Am 24. Dezember 1754 wurde er zum außerordentlichen Justizrat bei der Justizkanzlei und war 1755 Hof-Gerichts-Assessor am Hofgericht zu Stade. 1761 wurde er zum Konsistorialrat der Regierung (Konsistorium) der Herzogtümer Bremen-Verden in Stade und 1768 zum ordentlichen Justizrat ernannt. Von 1784 bis zum Tode war er darüber hinaus der  Vizedirektor des Konsistoriums. Obwohl er den Titel eines Vizedirektors trug, hatte er damit die Leitung über das Konsistorium inne.

## Familie
Borries heiratete
⚭ (1) am 22. Oktober 1765 die Charlotte Elisabeth, geborene von Bessel, eine Tochter des Hauptmanns von Bessel, Scheitherschen Regiments. Die Ehe blieb kinderlos und Charlotte Elisabeth verstarb am 11. Februar 1768.
⚭ (2) am 5. Mai 1769 in Bad Bederkesa die Eleonore Sophie, geborene Freiin von Grote (* 25. Februar 1749; † 6. März 1820), älteste Tochter des Landdrosten Wilhelm Heinrich Grote zu Bederkesa. Aus dieser Ehe entsprangen:
- Charlotte Wilhelmine (* 14. September 1770)
- Friderike Georgine (* 17. August 1771)
- Hedwig Augusta Dorothea (* 3. August 1772)
- Wilhelm Friedrich von Borries (* 3. Juni 1776 Stade; † 19. Oktober 1819 Dorum), hannoverischer Verwaltungsbeamter und Obervogt; ⚭ Juliane Marie Gertrud von der Decken (* 1781; † August 1856)
  - Wilhelm Friedrich Otto von Borries (1802–1883), hannoverischer Politiker und Minister
- Philipp Karl Ludwig (* 26. April 1778; † 17. Juni 1838), preußischer Landrat
- Caroline Dorothea Johanna (* 30. August 1781; † 4. Februar 1844)
- Franz Wilhelm von Borries (* 9. April 1785; † 15. August 1858)